# Steyr 12M18

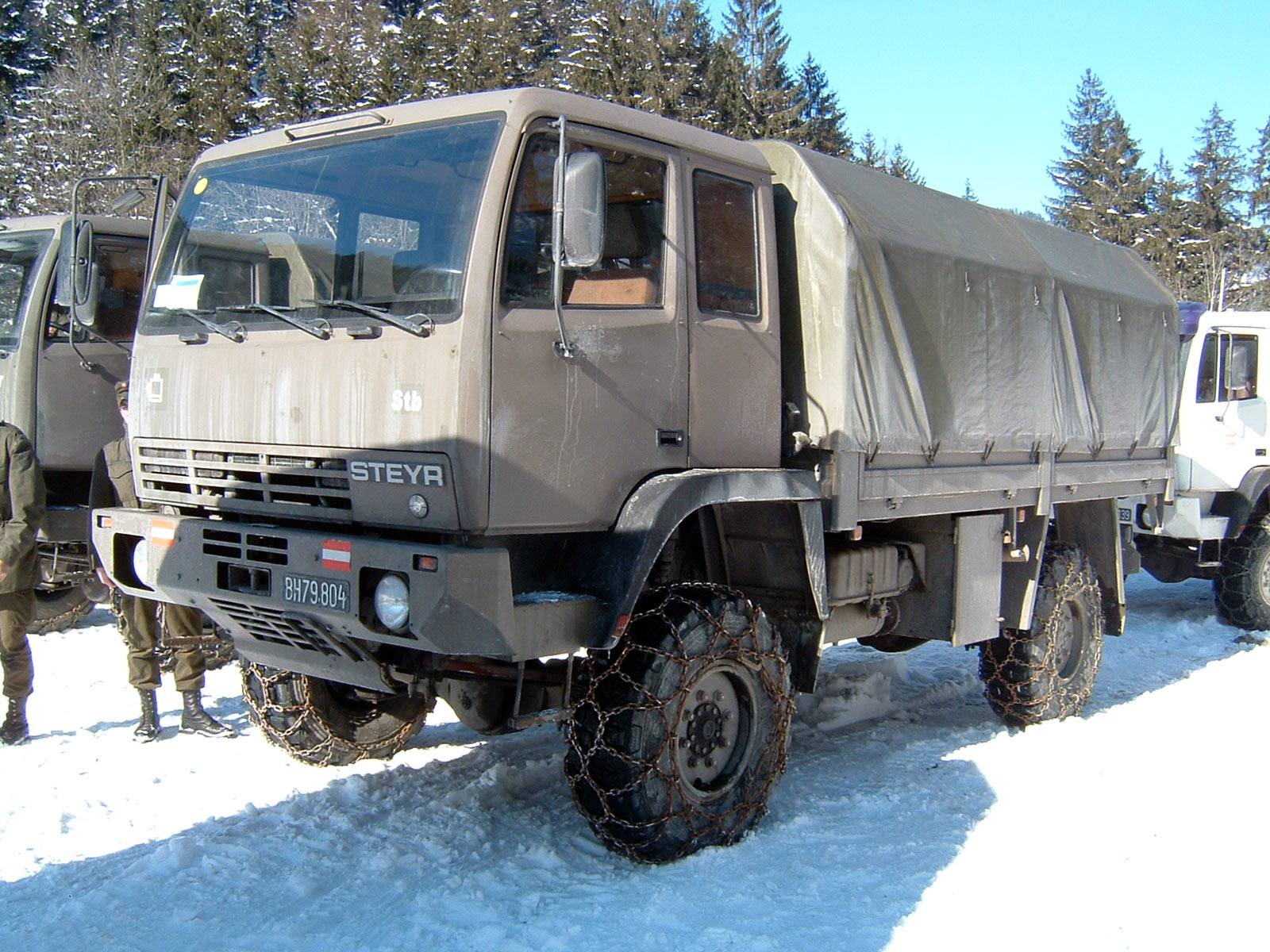
Steyr 12M18

Der Steyr 12M18 ist ein geländegängiger LKW des ehemaligen österreichischen Fahrzeugherstellers Steyr, der ursprünglich für das Österreichische Bundesheer entwickelt wurde.

## Technik
Das Fahrzeug hat permanenten Allradantrieb mit Sperrdifferentialen an beiden Achsen und einer Längssperre, die in schwerem Gelände zugeschaltet werden kann. Die Kraft wird von einem Neun-Gang-Getriebe (ein Gang als Crawler ausgeführt) mit Geländeuntersetzung übertragen. Der Sechs-Zylinder-Motor der Baureihe WD 612 mit Direkteinspritzung leistet maximal 130 kW und entwickelt ein maximales Drehmoment von 630 Nm bei 1200/min. Das Fahrzeug erreicht eine Höchstgeschwindigkeit von 98 km/h; die Reichweite beträgt etwa 700 km. Das Fahrerhaus wurde vom französischen Industriedesigner Louis Lucien Lepoix gestaltet, der zuvor schon Fahrerhäuser für Hersteller wie Henschel, Magirus-Deutz und Büssing entworfen hatte.
Technische Daten:
- Fahrzeuglänge 6360 mm
- Fahrzeugbreite 2500 mm
- Fahrzeughöhe 3270 mm (mit abgesenktem Planengestell 2960 mm)
- Ladefläche 4100 mm × 2420 mm
- Ladehöhe 1445 mm
- Eigengewicht (ohne Seilwinde) 6350 kg
- Zuladung 5150 kg
- Zulässige Gesamtmasse 11.500 kg
- Steigfähigkeit 80 %
- Watfähigkeit 800 mm
- Tankinhalt 180 l
- Anhängelast 10.000 kg
- Stützlast 850 kg
- Wendekreis 14,8 m
- Radstand 3,5 m
- Bodenfreiheit 300 mm
- Reifengröße 14.5 R 20

## Verwendung
Der Steyr 12M18 wird vorwiegend vom Österreichischen Bundesheer für den Mannschaftstransport eingesetzt und ersetzte dort nach und nach den Steyr 680M. Auf der Ladefläche konnten ursprünglich bis zu 18 Personen inklusive ihrer persönlichen Kampfausrüstung transportiert werden, aufgrund neuer Sicherheitsbestimmungen des Österreichischen Bundesheers ist es jedoch nur mehr gestattet, bis zu 16 Personen auf der Ladefläche zu transportieren. Neben den Fahrzeugen für den Mannschaftstransport gibt es noch Fahrzeuge, die für den Materialtransport mit einer Ladebordwand ausgerüstet sind. Der Steyr 12M18 wird auch von den Armeen Griechenlands (als Steyr 14M14), Thailands sowie der USA (als FMTV) eingesetzt.

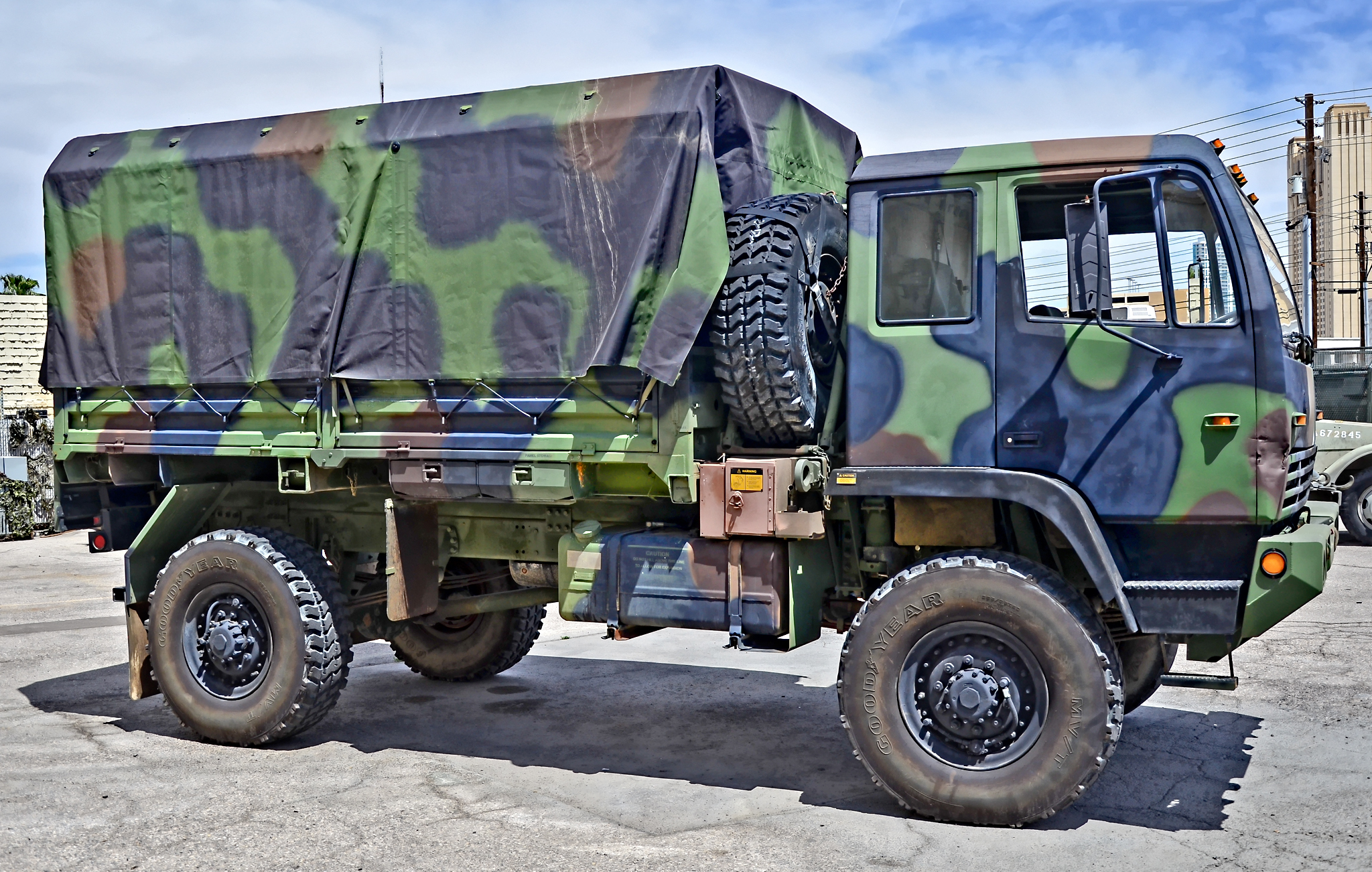
In Lizenz von Stewart & Stevenson produzierter 12M18

Ab 1988 nahm Steyr an der Ausschreibung der United States Army teil, für die neue FMTV (Family of Medium Tactical Vehicles) mit 4×4-Antrieb und einer Nutzlast von 2,5 t sowie 6×6-Antrieb und einer Nutzlast von 5 t. Mit Hilfe von Stewart & Stevenson in Houston brachte Steyr das Konzept 12M18 ein und bekam den Auftrag für 17 Prototypen, die bei Steyr gebaut wurden. Nach neunmonatiger Erprobung bekam das Steyr-Konzept den Zuschlag. Mehr als 60.000 LKW wurden bestellt, sie wurden bei verschiedenen US-Firmen nach dem Steyr-Konzept gebaut. Die Serienproduktion für die US-Armee begann 1995 und ab 1996 wurden die FMTV-Fahrzeuge in der US-Armee eingeführt. Die Fahrzeuge sollten die veralteten GMC-Fahrzeuge ersetzen. Nachdem Stewart & Stevenson 2006 von Armor Holdings übernommen worden war und diese 2007 wiederum von BAE Systems, wurden die Fahrzeuge von BAE Systems Land & Armaments hergestellt.